# Batalla de Purén (1571)
La batalla de Purén fue un enfrentamiento militar librado en el contexto de la guerra de Arauco el 28 de enero de 1571, entre las huestes mapuches del toqui Pailacar y las españolas de Miguel de Avendaño Gamboa Velasco, en el actual valle de Purén, Chile, con victoria de las primeras.

## Antecedentes
Después de la derrota de Catirai, los españoles debieron mantenerse a la defensiva en Concepción o Angol. Afortunadamente para ellos, los habitantes del área de La Imperial permanecieron fieles a los encomenderos y la gente de zonas más próximas a la costa, después de expulsar a los hispanos de sus tierras, volvieron a trabajar sus cosechas, impidiéndose un alzamiento general. En cambio, en Purén los indígenas permanecieron alzados y reuniendo ingentes cantidades de guerreros. Ante esto, el gobernador rechazó los consejos sacerdotales de negociar y decidió ir a la guerra.
También se envió al general Miguel de Avendaño y Velasco a pedir refuerzos a Lima en mayo de 1569. Llegó dos meses después, pero debió esperar aún más tiempo por una respuesta, pues nadie se atrevía a decidir nada hasta la llegada del virrey Francisco de Toledo, quien hizo su entrada el 30 de noviembre. El 15 de enero de 1570 se hizo un llamamiento en la capital virreinal para reclutar hombres que fueran a probar fortuna en Chile, pero la mala fama de la Capitanía General como el «cementerio de españoles» hizo que apenas reclutaran a uno en los primeros cinco días. El virrey tuvo que organizar una compañía con sujetos condenados al destierro del Perú. En tres meses estaba lista, formada por 250 hombres con 4 cañones, embarcándose en dos naves en el Callao bajo la supervisión personal de Toledo. Estaban a las órdenes del general Avendaño y el capitán Juan Ortiz de Zárate. A mediados de julio llegaron a La Serena y poco después a Valparaíso.
Entre tanto, el 8 de febrero de 1570, un terremoto destruyó Concepción, seguido el mismo día de un devastador maremoto. El comandante de la plaza, oidor Juan Torres de Vera y Aragón, tuvo que volver de una campaña de castigo con sus 100 soldados para asegurar la villa.
Después de un invierno relativamente pacífico, las hostilidades se reiniciaron en la primavera. En noviembre, el capitán Gregorio de Oña (padre del poeta Pedro de Oña) salió de Angol con 16 hispanos para llevar ropa a la guarnición de La Imperial. Imprudentemente, decidieron acampar en las vegas de Purén sin tomar precauciones, en Nilhue o Nilbue. Los indios les atacaron mientras dormían y mataron al capitán y a siete soldados, tomándoles todo el botín. Los supervivientes se ocultaron en los carrizales y sabedores del camino, lograron volver a Angol. Después de esto, el oidor Torres de Vera fue a reforzar Angol mientras el gobernador Melchor Bravo de Saravia usaba todo su poder para avituallar con armas, alimentos y caballos a los refuerzos de Avendaño. Enterado del desastre, ordenó que el general Avendaño se adelantara con 100 de los refuerzos traídos del Perú, luego le seguiría con el resto.

## Batalla
A inicios de enero de 1571, Avendaño y los suyos llegaron a Concepción y se relevó del mando al oidor, quien había dirigido por dos años a las fuerzas de la ciudad con mucho éxito. La columna llegó a Angol, donde se les sumaron refuerzos procedentes por mar desde Valdivia, dirigidos por los capitanes Ramiro Yáñez y Gaspar de la Barrera. Esperaba que los araucanos se rendirían con su mera presencia. Los mapuches les esperaban con 1.500 a 2.000 guerreros. 
Los españoles pasaron a Purén, donde construyeron un campamento protegiendo sus flancos con barrancos y su retaguardia con el río. El cacique Pailacar los seguía y se acercó sigilosamente, esperando atacar su campamento de noche Hubo algunas escaramuzas con resultado favorable a los hispanos, pues rechazaron los asaltos a su campamento. Sin embargo, por consejo de sus capitanes, el general pasó a la ofensiva en el terreno llano. Dispuso el avance de 120 jinetes contra sus enemigos. Los araucanos estaban organizados en escuadrones de unos 400 hombres cada uno; unidades compactas formadas principalmente por lanceros. Con su primera carga, los españoles hicieron retroceder a los mapuches, pero éstos se reorganizaron en gran número y muy animados. Pailacar sabía que la caballería rompería las primeras líneas de sus escuadrones pero no podría atravesarlos, lo que desanimó y atemorizó a los hombres recién llegados del Perú. Los soldados de Avendaño eran reclutas forzados e imberbes, no los veteranos con los que contaron otros mandantes, y rompieron filas al primer contraataque, huyendo en pánico, sin que los desesperados intentos de sus oficiales por reorganizarlos sirvieran de algo, de hecho, los terminaron arrastrando en la fuga. En la noche llegaron a Angol vencidos. Habían perdido 4 o 5 soldados, sus cañones y todos sus pertrechos.

## Consecuencias
Esta fue la primera batalla en que los mapuches usaron guerreros montados, aunque no unidades de caballería propiamente dichas, las que debutaron en los combates de Catiray y Marigüeño en 1577 (estos animales, junto con los cerdos, vacas y ovejas, cambiaron permanentemente a la cultura indígena). Fue una derrota humillante que le costó el prestigio a las armas hispanas y dio nuevos bríos a los araucanos, que nunca antes habían vencido a los europeos en campo abierto, haciéndolos huir en desorden. Además, muchos mapuches utilizaban lanzas con puntas de acero y cotas de malla que habían tomado en combates anteriores.
El gobernador estaba en Concepción, habiendo recibido órdenes del virrey de no intervenir directamente en la guerra y dejar las operaciones directamente al mando de un general y un maestre de campo (lo que fue respaldado por Real Audiencia de Concepción). Después de enterarse de la derrota se hizo imposible que Avendaño siguiera al mando y tuvo que reemplazarlo con el maestre de armas Lorenzo Bernal del Mercado, con quien marchó inmediatamente a Angol. Bernal del Mercado llevó a cabo pequeñas expediciones con mucha prudencia mientras el gobernador se dedicaba a la administración civil, pasando a La Imperial y Valdivia, donde estuvo todo el invierno. Para cuando volvió a Concepción había comprendido que estaba superado por las circunstancias y escribió una carta al rey pidiendo su reemplazo.
Debido a la falta de soldados, los españoles debieron mantenerse a la defensiva y entre finales de 1572 y principios de 1573, los ataques indígenas se aproximaron a Concepción desde Andalién. El capitán Pedro Pantoja, jefe de la guarnición, salió a enfrentarlos pero una estratagema para que la villa quedara vulnerable. Cuando se dieron cuenta del ataque, los vecinos se organizaron bajo el mando del oidor Torres de Vera. El 26 de enero de 1575, Sarabia dejó el mando a Rodrigo de Quiroga en Santiago y se embarcó para volver a su tierra natal.